# جورج باورمن
جورج باورمن (انگلیسی: George Bowerman؛ زادهٔ ۶ نوامبر ۱۹۹۱) بازیکن فوتبال اهل بریتانیا است.
از باشگاه‌هایی که در آن بازی کرده‌است می‌توان به باشگاه فوتبال والسال، باشگاه فوتبال آلترینچام، باشگاه فوتبال ووکینگ، باشگاه فوتبال ردیچ یونایتد، و باشگاه فوتبال آکرینگتون استنلی اشاره کرد.